# Golo
El Golo és el riu més gran de l'illa de Còrsega (França). Neix a uns 2.000 msnm, en el massís de Paglia Orba. Desemboca a la mar Tirrena, al sud de l'Étang de Biguglia. La seva longitud és de 89,60 km. Recorre el departament francès d'Alta Còrsega. Entre 1793 i 1811 va portar aquest nom un departament amb la mateixa extensió de l'actual. No travessa grans poblacions, però en destaca Calacuccia. L'aeroport de Bastia-Poretta és prop a la seva desembocadura. Passa pels congostos de Scala Santa Régina. Té un embassament a Calacuccia. Per la seva vall hi discorre el ferrocarril.